# شورش‌های بمبئی
شورش‌های بمبئی (انگلیسی: Bombay riots) به درگیری‌هایی اشاره دارد که دسامبر ۱۹۹۲ و ژانویه ۱۹۹۳ در بمبئی اتفاق افتادند و در پی آنها، حدود ۹۰۰ نفر کشته شدند. 